# MMXEXT
Extended MMX, также известное как EMMI (Extended Multi-Media Instructions) — это расширение набора инструкций MMX, предложенное компанией Cyrix и внедрившей его в свои процессоры 6x86MX и MII. EMMI расширяет набор инструкций MMX 12-ю новыми командами, полезными при мультимедийной обработке. Это расширение не задействовано по умолчанию, и перед использованием требует включения с помощью BIOS или программно (требуется установить бит EMMX — CCR7 bit 0). EMMI никогда не пользовалось большой поддержкой со стороны производителей ПО или признанием конкурентов Cyrix (некоторые инструкции Intel SSE имеют такие же коды операций, что и инструкции EMMI, и не являются совместимыми с ними). Это расширение больше не включалось в набор инструкций процессоров, планирующихся к выходу после MII.
Набор инструкций EMMI включает команды:
- PADDSIW — Packed Add with Saturation, using Implied Destination
- PAVEB — Packed Average
- PDISTIB — Packed Distance and Accumulate with Implied Register
- PMACHRIW — Packed Multiply and Accumulate with Rounding
- PMAGW — Packed Magnitude
- PMULHRW / PMULHRIW — Packed Multiply High with Rounding
- PMVZB / PMVNZB / PMVLZB / PMVGEZB — Packed Conditional Move
- PSUBSIW — Packed Subtract with Saturation, using Implied Destination